# IStock
iStock, früher iStockphoto, ist eine internationale Bildagentur für Fotos, Grafiken, Videos und Audio-Dateien.

## Geschichte
Das Unternehmen wurde im Mai 2000 von Bruce Livingstone in Calgary, Kanada, gegründet. Ursprünglich war iStockphoto eine kostenlose Seite zum Austausch von Stock-Fotos. Nach ersten Erfolgen nutzte iStockphoto ein System zur Zahlung von Kleinstbeträgen ("Micropayment") und wurde damit zur ersten Mikrostock-Agentur, bei der Fotos bereits für einen Dollar legal für redaktionelle und Werbezwecke lizenziert werden konnten.
Am 9. Februar 2006 wurde iStockphoto für 50 Millionen US-Dollar durch Getty Images übernommen, die weltweit größte Bildagentur-Gruppe. Seitdem wurden schrittweise die unterschiedlichen Angebote der klassischen Agentur mit dem Mikrostock-Modell gegenseitig ergänzt. So können heute erfolgreiche iStock-Fotografen ohne weitere Prüfung bei Getty Images Bilder einbringen und es wurden gemeinsame Plattformen zur Zweitvermarktung von Bildmaterial geschaffen.
Das ursprüngliche Modell, Bilder für einen Dollar anzubieten, wurde im Laufe der Jahre wiederholt angepasst, um dem neu geschaffenen Markt von kleinen und mittelgroßen Anwendern ein breites Angebot zu vergleichsweise günstigen Preisen bieten zu können. Die Bildpreise sind heute differenziert nach der Größe des benötigten Bildes sowie nach dem Aufwand, der in die Produktion der Bilder eingeflossen ist. Künstlerisch hochwertige Bilder können daher heute durchaus 100 Euro oder mehr kosten, während ein breites Angebot von Bildern in Webgrößen nach wie vor für ein bis zwei Euro erhältlich ist.
Als privat gehaltenes Unternehmen gibt iStock keine offiziellen Umsatz- oder Gewinnzahlen bekannt. Im Rahmen der Übernahme durch die Investmentfirma Hellman & Friedman gab CEO Bruce Livingstone jedoch für das Jahr 2007 einen Umsatz von 71,9 Millionen Dollar bekannt, von denen 20,9 Millionen an Künstler ausgezahlt worden seien. Laut Getty-CEO Jonathan Klein hat iStock im Jahr 2009 einen Umsatz von 200 Millionen Dollar erzielt, eine Steigerung von 40 % gegenüber dem Vorjahr.

## Künstler
iStock vertritt als Agentur Fotografen, Illustratoren, Videografen und Audiokünstler aus aller Welt. In den frühen Jahren rekrutierte iStock viele Künstler im Umfeld seiner eigenen Kunden sowie bei begeisterten Amateuren, deren Volumen und Qualität für die Aufnahme bei klassischen Bildagenturen oftmals nicht ausreichend war. Die höherpreisigen Bildagenturen hatten oftmals intransparente und langwierige Aufnahmeprozeduren, während iStock eine einfache Anmeldung über das Internet ermöglichte.
Um die Bildagentur herum bildete sich zudem eine künstlerische Gemeinschaft, in der viele Künstler ihre Talente durch Unterstützung anderer schnell weiterentwickeln konnten. Die konkreten und schnellen Rückmeldungen der Bildredakteure ("Inspektoren") halfen bei der Verbesserung der Qualität, so dass ab ca. 2004/05 zunehmend professionelleres Bildmaterial in die Agentur eingebracht wurde.

## Lizenzzahlungen an Künstler
Die Künstler bei iStock erhalten jeweils einen Anteil an den erwirtschafteten Lizenzerträgen für ihr Bildmaterial. In den Anfangsjahren wurden den Künstlern jeweils 20 % der eingenommenen Gelder ausgeschüttet.
Nachdem die ersten Konkurrenten im Microstock-Markt auftraten, führte iStock ein System von Rangstufen ("Kanistern") ein sowie eine Unterscheidung zwischen Künstlern, die ihr Material ausschließlich über iStock anbieten, sowie den nicht-exklusiven Künstlern, deren Bilder über verschiedene Agenturen lizenziert werden können. Nicht-exklusive Künstler erhalten dabei weiterhin die ursprünglichen 20 % Anteil, unabhängig von ihrer Rangstufe. Exklusive Künstler erhalten Anteile zwischen 25 und 40 % der Einnahmen, abhängig von der Anzahl der bereits von ihnen verkauften Bilder. Für die erste Stufe, die zur Exklusivität berechtigt, wurden zunächst 500, später 250 Verkäufe benötigt. Weitere Stufen sind nach 2.500, 10.000 und 25.000 Verkäufen erreicht.
Im September 2010 kündigte iStock an, dass die Beteiligung der Künstler in Zukunft nicht mehr an den historischen Verkäufen berechnet wird, sondern nur noch an den Verkäufen des jeweils vergangenen sowie des aktuellen Jahres. Dabei wurden gleichzeitig Senkungen der Beteiligungen angekündigt. Je nach Verkaufsstufe erhalten nicht-exklusive Künstler ab Januar 2011 nur noch 15 bis maximal 20 Prozent der Einnahmen aus ihren Bildern. Exklusive Künstler erhalten zwischen 25 und 45 Prozent für die klassischen Mikrostock-Kollektionen. In den höherpreisigen Kollektionen werden die Beteiligungen für exklusive Künstler auf 22 bis 28 Prozent gesenkt.
Nach eigenem Bekunden zahlt iStock momentan (Stand Oktober 2010) pro Woche rund 1,7 Millionen US-Dollar an Künstler weltweit aus.

## Kritik
iStock hat mit dem Mikrostock-Markt neuen Kundengruppen den Zugriff auf gutes Bildmaterial eröffnet. Aufgrund der steigenden Verbreitung des Internets sowie der einfacheren Möglichkeiten, vierfarbige Drucke auch in Kleinauflagen für Werbung und Promotionsmaterial zu nutzen, stieg der Bedarf an hochwertigen Bildern. Gleichzeitig waren viele Kundengruppen nicht in der Lage, vierstellige Beträge für Fotos von klassischen Bildagenturen aufzuwenden.
Durch die Schaffung dieses neuen preiswerten Segmentes wurde jedoch von einigen Fotografen eine generelle Abwertung der Fotografie befürchtet. Der allgemein verfügbare Zugriff auf kommerzielle Bilder schon ab einem Euro führte zu einem Preisdruck auf die klassische Produkt- und Auftragsfotografie. Gleichzeitig eroberten die Mikrostock-Agenturen verstärkt auch Anteile in alten Kundensegmenten der höherpreisigen Agenturen. Dadurch wurde eine zusätzliche Einnahmequelle professioneller Fotografen in ihrem angestammten Geschäftsumfeld unter Druck gesetzt.
Unbestritten hat iStock gleichzeitig vielen Künstlern die Möglichkeit geboten, aus einer Nebentätigkeit ein regelmäßiges Einkommen zu erzielen. Im Laufe der Jahre ist die Anzahl der Künstler, die ausschließlich Material für iStock produzieren, steil angestiegen. Es ist jedoch unklar, ob die Anzahl diejenige an Fotografen übertrifft, die durch die Veränderungen im Geschäftsmodell Verluste erlitten haben. Die Vermutung liegt nahe, dass zumindest in den industriell hoch entwickelten Ländern Fotografen eher an Geschäftsumfang eingebüßt haben, während Künstler beispielsweise aus osteuropäischen Ländern von der globalen Nutzung der Agenturbilder profitiert haben.